# Булкіна Інна Семенівна
Інна Семенівна Булкіна (12 листопада 1963 — 20 січня 2021) — українська літературознавиця, літературний критик, редактор.

## Життєпис
Народилася 12 листопада 1963 р. у м. Києві.
1985 — Закінчила Тартуський університет (Естонія), отримала диплом за спеціальністю "філолог-славіст".
1993 — МА Тартуського університету (магістерська дисертація «Авторские сборники Е.А.Баратынского на фоне традиции русского поэтического сборника первой половины XIX в.)
1990 – 2001 – працювала у Київському музеї О.С.Пушкіна, провідний наук. співробітник, зам. директора, з наукової роботи.
2002 – 2015 – Інститут культурної політики Українського Центру культурних досліджень, ст. наук. співробітник
З 2010 - старший науковий співробітник Інституту проблем сучасного мистецтва НАМУ.
2010 року захистила докторську дисертацію в Тартуському університеті «Київ в російській літературі першої третини XIX століття: простір історичний та літературний» (науковий керівник — Л. М. Кисельова).
PhD Тартуського університету (2010), канд. ф.н. Монографія: Киев в русской литературе первой трети XIX в. Тарту, 2010.  [Архівовано 4 листопада 2019 у Wayback Machine.]
Коло інтересів Інни Булкіної  — дослідження сучасної літературної теорії, постколоніальна критика,  постмодернізм, місце Києва у російській культурі, взаємодія української й російської культури й водночас засудження війни між країнами.
Її колега літературознавиця  Тамара Гундорова,  зазначає, що вона чимало публікувалася  за кордоном  в «Новом литературном обозрении», «Новом мире», «Независимой газете» та в Україні, найчастіше  на сторінках часопису «Критика» ( на сайті «Критики» виступала 136 разів).

## Журналістська та видавнича діяльність
1993-1996 — Видавництво AirLand (Київ), головний редактор

1997-1998 — Літературно-критичний журнал «Зоїл» (Київ), головний редактор

1999-2002 — оглядач українських медіа на  www.smi.ru 

1999-2006 — «Русский журнал» (Москва) – оглядач Журнального залу

2003-2005 — журнал «Профиль» (Київ), книжковий 

2007-2015 — Український оглядач мережевого видання «Ежедневный Журнал» (ЁЖ, Москва)

2008-2010 — Зав. відділу культури журналу ТОП-10 (Київ)

2011-2014 — Рецензент відділу  культуры  газети «КоммерсантЪ» (Київ)

3 2011-го — Оглядач мережевого видання «Гефтер» (Москва)

З 2016-го — Головний редактор мережевого журналу міської культури  «In Kyiv»

## Нагороди
- 2005 Спеціальна номінація «Станційний доглядач» (Премія Івана Петровича Бєлкіна)
- 2009 Стипендія імені Лотмана